# 伊韦尔斯凯
47°59′51″N 34°17′38″E / 47.99750°N 34.29389°E
伊韦尔斯凯（烏克蘭語：Іверське），2016年前称捷尔任尼夫卡（烏克蘭語：Дзержинівка）是烏克蘭中部的村莊，隸屬第聶伯羅彼得羅夫斯克州的第聶伯羅區。該村分別距離小卡利尼夫卡、羅茲坦尼亞和米科洛-穆西伊夫卡2.5公里，海拔高度118米，2001年人口345。